# Jerzy Kossowski
Jerzy Alfred Tomasz Kossowski (ur. 18 lipca 1889 we Lwowie, zm. 16 czerwca 1969 w Rio de Janeiro) – polski pisarz, dziennikarz, aktor, kapitan rezerwy piechoty Wojska Polskiego.

## Życiorys
Syn Zygmunta i Stefanii z Tenbellich. Egzamin maturalny zdał w roku 1908, po czym studiował prawo i historię sztuki w Uniwersytecie Jana Kazimierza we Lwowie. W roku 1912 został wcielony do wojska austriackiego i ukończył szkołę podchorążych. W latach 1914–1918 brał udział w I wojnie światowej, na froncie rosyjskim i włoskim. Prowadził w tym czasie intensywną konspiracyjną działalność antyaustriacką. W roku 1918 w stopniu porucznika wziął udział w przejęciu władzy w polskie ręce w Tarnowie, gdzie stacjonował z batalionem zapasowym 20 Galicyjskiego pułku piechoty. W wojsku polskim służył do roku 1920, biorąc udział w wojnie polsko-bolszewickiej. W 1922 roku został zweryfikowany w stopniu kapitana ze starszeństwem z dniem 1 czerwca 1919 roku w korpusie oficerów piechoty. W 1934 roku pozostawał w ewidencji Powiatowej Komendy Uzupełnień Warszawa Miasto III. Posiadał przydział do Oficerskiej Kadry Okręgowej Nr I.
Po zakończeniu służby wojskowej organizował życie teatralne w Polsce, pełniąc funkcje kierownicze różnych zespołów teatralnych oraz reżyserując i występując jako aktor m.in. w Teatrze Reduta i poznańskim Teatrze Nowym.
Od 1914 roku prowadził działalność literacką i dziennikarską, jednak debiut książkowy miał dopiero w roku 1927. W jego dorobku są liczne powieści, sztuki teatralne, drobne formy literackie i przekłady. Swoje prace podpisywał Zygfryd Jur, J.K. i J. Kos. Był wiceprezesem ZAiKS-u.
W 1936 roku wyjechał z żoną do Brazylii. Po wybuchu II wojny światowej wrócił do Europy i wstąpił do Wojska Polskiego we Francji, biorąc udział w walkach w 1940 roku. Dostał się do niewoli, z której uciekł i powrócił do Brazylii. W latach 50. i 60. był profesorem w szkole dramatycznej w Rio de Janeiro.
Laureat Nagrody Związku Pisarzy Polskich na Obczyźnie w 1968 roku.

## Ordery i odznaczenia
- Krzyż Walecznych[4]
- Złoty Krzyż Zasługi (23 czerwca 1927)[5]
- Medal Niepodległości (3 czerwca 1933)[6]
- Medal Pamiątkowy za Wojnę 1918–1921[4]
- Złoty Wawrzyn Akademicki (5 listopada 1938)[7]
- Medal Dziesięciolecia Odzyskanej Niepodległości[4]
- Krzyż Komandorski Orderu Gwiazdy Rumunii (Rumunia)[8]
- Srebrny Medal Zasługi Wojskowej (Austro-Węgry)
- Brązowy Medal Zasługi Wojskowej (Austro-Węgry)
- Krzyż Wojskowy Karola (Austro-Węgry)
- Krzyż Wojskowy Jubileuszowy 1912–1913 (Austro-Węgry)